# Adam Hague
Adam Hague (* 29. August 1997 in Sheffield) ist ein britischer Stabhochspringer.

## Sportliche Laufbahn
Erste internationale Erfahrungen sammelte Adam Hague bei den Jugendweltmeisterschaften 2013 in Donezk, bei denen er mit 4,90 m den sechsten Platz belegte. 2014 wurde er bei den Juniorenweltmeisterschaften in Eugene mit 5,35 m Achter. Im Jahr darauf gewann er bei den Junioreneuropameisterschaften in Eskilstuna mit 5,50 m die Goldmedaille. Bei den U20-Weltmeisterschaften 2016 in Bydgoszcz wurde er mit 5,40 m Fünfter. 2018 nahm er erstmals an den Commonwealth Games im australischen Gold Coast teil und belegte dort mit 5,45 m den vierten Platz. Zudem qualifizierte er sich für die Europameisterschaften in Berlin, bei denen er mit 5,65 m im Finale den zehnten Platz belegte. Im Jahr darauf erreichte er bei den U23-Europameisterschaften in Gävle mit übersprungenen 5,50 m den siebten Platz.
2018 und 2020 wurde Hague britischer Hallenmeister im Stabhochsprung. Er ist Student an de Sheffield Hallam University.

## Persönliche Bestleistungen
- Stabhochsprung: 5,65 m, 12. August 2018 in Berlin
  - Stabhochsprung (Halle): 5,65 m, 18. Februar 2018 in Birmingham